# Jayavarman II.

Preah Ko mit dem zentralen Heiligtum Paramesvara (posthumer Name von Jayavarman II.)

Jayavarman II. (* um 770; † 9. Jahrhundert) gilt als der Gründervater des Khmer-Reiches von Angkor im heutigen Kambodscha. Er ist möglicherweise identisch mit einem von den Historikern als Jayavarman I. [Nr. 2] bezeichneten Herrscher, der durch Inschriften in den Jahren 770 und 781 bezeugt ist. Jedenfalls heiratete er in eine lokale Herrscherfamilie der Angkor-Region ein, was aus den Inschriften der Tempel Preah Ko (K. 713) vom 25. Januar 880 und Bakong (K. 826) von 881/82 des Königs Indravarman I. (reg. 877–889) hervorgeht. Jayavarman II. selbst hat keine schriftlichen Zeugnisse hinterlassen.
Die Datierung seines Amtsantrittes auf das Jahr 802/03 geht erst auf Inschriften des 11. Jahrhunderts unter den Königen Suryavarman I. (reg. 1002–1049) und Udayadityavarman II. (reg. 1049–1067) zurück, als verschiedene Familien der Elite beanspruchten, dass ihre Vorfahren seit Jayavarman II. bestimmte Ämter ununterbrochen innegehabt hätten. In der Inschrift von Sdok Kak Thom K. 235 vom 8. Februar 1053 steht geschrieben, dass Jayavarman II Kambodscha von der Bedrohung eines Landes „Java“ befreit habe. Java deutet auf die heutige Insel Java, und damit auf das Königreich der Shailendras die damals über große Gebiete in Java, Sumatra, und der maleisische Halbinsel herrschten, und auch über Teilen Hinterindiens insgesamt Kambodscha.
Die alternativ genannte Jahreszahl 790/91 als Datum seines Regierungsantritts geht auf die Inschrift K. 583 des Baphuon-Tempels aus der Zeit von König Rajendravarman II. (reg. 944–968) zurück, ist somit älter als das Datum 802/03, aber doch erheblich jünger als die Inschriften des 9. Jahrhunderts, die überhaupt kein Datum kennen. Die einzige Übereinstimmung der ältesten und der späteren Quellen besteht darin, dass sich Jayavarman II. auf dem Mahendraparvata (am Tempelberg Rong Chen) in den Hügeln Phnom Kulen nördlich der späteren Hauptstadt Angkor niedergelassen hatte. Diese – mit Indrapura (Amarendrapura, Lage noch ungeklärt) und Hariharalaya (am Tonle Sap) – erste Hauptstadt des Khmer-Reiches wurde 2012 entdeckt.
Dort wurde laut der Sdok Kak-Thom-Inschrift der Kult der Schutzgottheit Kamranteng Jagat ta Rājya (Sanskrit: Devarāja, „König der Götter“) etabliert, worauf auch in der Preah Ko-Inschrift von 880 angespielt wird. Die vielerorts anzutreffende Behauptung, Devarāja bezeichne den irdischen Herrscher als „Gottkönig“, muss zurückgewiesen werden, da hier die Aussagen der Inschrift eindeutig sind. Indravarman I. ließ am 25. Januar 880 den „Memorialtempel“ Preah Ko einweihen, der aus sechs Türmen besteht, die für Jayavarman II. und Indravarmans unmittelbare Vorgänger Rudravarman und Prithivīndravarman sowie deren Gemahlinnen errichtet wurden. Alle diese verstorbenen Herrscher und ihre Königinnen erhielten postume Namen, die darauf hinwiesen, dass sie mit Shiva bzw. dessen Gemahlin Parvatī vereint waren. So erhielt Jayavarman II. den Namen Parameśvara, „höchster Herr“, der auch ein Name Śivas ist.